# Magazine inflight

Un exemplaire d'un magazine inflight

Un magazine inflight, ou simplement inflight, est un magazine édité par une compagnie aérienne pour être distribué gratuitement aux passagers de ses avions de ligne pendant leurs vols commerciaux. Par extension, le terme sert parfois également à désigner des titres distribués dans d’autres moyens de transport de masse, comme dans les trains à grande vitesse.

## Description
Longtemps des brochures de piètre qualité ne s'intéressant qu'aux destinations desservies, les magazines inflight se sont sensiblement améliorés depuis le tournant des années 1990 et 2000 pour désormais proposer un contenu éditorial plus varié servi par une mise en page soignée et abondamment illustrée. Ne traitant plus que de voyage, ils s'éloignent des grands magazines de tourisme qu'ils concurrençaient jusqu'alors.
Supports soumis à de nombreuses contraintes, notamment de poids et de langue, les magazines inflight présentent la particularité de bénéficier d'une audience captive. Comportant, sur certaines compagnies, plusieurs millions de personnes, leur lectorat dispose en outre de revenus moyens élevés. Aussi attirent-ils des annonceurs prestigieux provenant notamment de l'industrie du luxe. Ceci permet aux titres de maintenir une situation financière généralement saine, et au secteur de connaître la croissance.

## Histoire
Le premier magazine inflight fut publié par la compagnie Pan American World Airways mais le record de longévité est détenu par l’inflight Holland Herald dont le premier numéro sortit en janvier 1966.
Il faudra toutefois attendre les années 90 pour voir un véritable essor du magazine inflight. On dénombre aujourd’hui plus de 250 magazines différents.
Parallèlement, du fait de la généralisation des technologies numériques, de plus en plus de compagnies aériennes commencent à distribuer des magazines digitaux via les tablettes numériques dans les salons VIP des aéroports ou même sur Internet.

## Principaux titres
| Titre                   | Compagnie                          | Pays                      |
| ----------------------- | ---------------------------------- | ------------------------- |
| Ahlan Wasahlan          | Saudi Arabian Airlines             | Arabie saoudite           |
| Skylines                | Austrian Airlines                  | Autriche                  |
| Colours                 | Garuda Indonesia                   | Indonésie                 |
| Horus                   | Egyptair                           | Égypte                    |
| Zing                    | Liat                               | Antigua-et-Barbuda        |
| Review                  | Czech Airlines                     | République tchèque        |
| Reva Tahiti             | Air Tahiti Nui                     | Tahiti                    |
| Wings                   | Arik Air                           | Nigeria                   |
| Austral                 | TAAG                               | Angola                    |
| Heritage                | Vietnam Airlines                   | Viêt Nam                  |
| Islands                 | Air Pacific                        | Fidji                     |
| Silhouette              | Air Seychelles                     | Seychelles                |
| Solomons                | Solomon Airlines                   | Îles Salomon              |
| Paradise                | Air Niugini                        | Papouasie-Nouvelle-Guinée |
| Suluk                   | Air Greenland                      | Groenland                 |
| Island Spirit           | Air Vanuatu                        | Vanuatu                   |
| Muhibah                 | Royal Air Brunei                   | Brunei                    |
| Garuda                  | Garuda Indonesia                   | Indonésie                 |
| Indico                  | LAM                                | Mozambique                |
| Mingalabar              | Myanmar International Airlines MIA | Birmanie                  |
| Flamingo                | Air Namibia                        | Namibie                   |
| Tassili                 | Air Algérie                        | Algérie                   |
| Air France Magazine     | Air France                         | France                    |
| Air France Madame       | Air France                         | France                    |
| American Way            | American Airlines                  | États-Unis                |
| Blue                    | Aegean Airlines                    | Grèce                     |
| Continental             | Continental Airlines               | États-Unis                |
| Discovery               | Cathay Pacific                     | Hong Kong                 |
| Eastern Air Connections | China Eastern Airlines             | Chine                     |
| enRoute                 | Air Canada                         | Canada                    |
| Atmosphère              | Air Transat                        | Canada                    |
| Escala                  | Aeromexico                         | Mexique                   |
| Gateway                 | China Southern Airlines            | Chine                     |
| Go                      | AirTran Airways                    | États-Unis                |
| Hemispheres             | United Airlines                    | États-Unis                |
| High Life               | British Airways                    | Royaume-Uni               |
| Holland Herald          | KLM                                | Pays-Bas                  |
| Lufthansa Magazin       | Lufthansa                          | Allemagne                 |
| Norwegian Magazine      | Norwegian                          | Norvège                   |
| Open Skies              | Emirates                           | Émirats arabes unis       |
| Oryx                    | Qatar Airways                      | Qatar                     |
| Ronda                   | Iberia                             | Espagne                   |
| Sawasdee                | Thai Airways                       | Thaïlande                 |
| Sawubona                | South African Airways              | Afrique du Sud            |
| Scanorama               | SAS                                | Danemark et Suède         |
| Silverkris              | Singapore Airlines                 | Singapour                 |
| Sky                     | Delta Air Lines                    | États-Unis                |
| Skylife                 | Turkish Airlines                   | Turquie                   |
| Skyward                 | Japan Airlines                     | Japon                     |
| Spirit                  | Southwest Airlines                 | États-Unis                |
| TAM Magazine            | TAM Linhas Aéreas                  | Brésil                    |
| The Australian Way      | Qantas                             | Australie                 |
| The Wings of China      | Air China                          | Chine                     |
| Traveller               | EasyJet                            | Royaume-Uni               |
| Ulisse                  | Alitalia                           | Italie                    |
| US Airways Magazine     | US Airways                         | États-Unis                |
| Wingspan                | All Nippon Airways                 | Japon                     |

## Contenu éditorial

### Langue
Les magazines inflight ont une forte appétence pour l'usage de la langue anglaise.

## Lectorat
- Air France Magazine, édité par Air France, compte 1,1 million de lecteurs[2].
- Lufthansa Magazin, par Lufthansa, en compte 1,4 million[2].

## Économie

### Éditeurs
Plusieurs sociétés sont spécialisées dans la conception de magazine inflight pour le compte des compagnies aériennes et ferroviaires (Cab'in Média, Prisma Média, Textuel, Lagardère publishing, Ink…) et dans la régie (Onboard Régie, IMM international…)